# Журнал дьо Салоник
„Журнал дьо Салоник“ (на френски: Journal de Salonique, в превод Солунски вестник) е френскоезичен сефарадски еврейски вестник, излизал в Солун, Османската империя в края на XIX век.
В 1890 година издателят на списвания на ладински вестник „Епока“ Саади Леви Ашкенази получава от властите в Солун разрешително за издаване на френски, но вестникът започва да излиза едва от 1895 година. По това време основните вестници в града са гръцкият „Фарос тис Тесалоникис“ и турският „Мюталаа“. Вестникът е управляван от синовете на Саади - Дауд Леви и Самуил Леви. Вестникът излиза в понеделник и четвъртък. Излиза и на турски под редакцията на Абдурахман Назиф (1895 - 1907). Нито в името, нито в програмата, нито в първия брой не присъства думата „евреи“, което показва целта на вестника да се насочи към цялото население на Солун и вилаета, а не само към еврейската общност. Вестникът пише статии за антисемитизма, стараейки се да поддържа неутрален тон.
Във вестника са разглеждат проблеми от областта на политиката, икономиката и изкуството. В края на 90-те години тиражът на вестника стига 1000, докато този на „Епока“ не надвишава 750. В 1897 година се появява модерен ладински вестник „Авенир“, който стои на ционистки позиции и е идеологически противник на подкрепящия франкоюдаизма „Журнал дьо Салоник“.
На 30 април 1896 година вестник „Журнал дьо Салоник“ стартира рубрика с фейлетони на трета страница в долен колонтитул, което е характерно за френските вестници по това време. Рубриката се публикува хаотично до закриването на вестника. В нея предимно се печатат художествени произведения на френски автори, но понякога и изследвания и доклади от конференции.
В 1900 година се появява френскоезичен конкурентен вестник „Прогре дьо Салоник“ и двата вестника влизат в остра война помежду си. „Прогре“ има около 700 броя тираж. В резултат на войната „Журнал дьо Салоник“ се ориентира към повече еврейски теми и на практика става еврейски вестник.
До 1903 година „Журнал дьо Салоник“ излиза два пъти в седмицата, до 1910 – три пъти, а след това става ежедневник.